# 新街街道 (宜兴市)
新街街道，是中华人民共和国江苏省无锡市宜兴市下辖的一个乡镇级行政单位。

## 行政区划
新街街道下辖以下地区：
振兴社区、紫霞社区、绿园社区、南河社区、铜峰社区、南岳社区、梅园社区、谢桥社区、堂前社区、归径社区、九南社区、吴墟村、新乐村、百合村、铜山村、潼渚村、陆平村和水北村。

## 知名人物
- 潘汉年